# برایان مک‌فدن
برایان مک فدن (زادهٔ ۱۲ آوریل ۱۹۸۰) یک خواننده ایرلندی است که با گروه پسرانه ایرلندی وست لایف به شهرت رسید. او در سال ۲۰۰۴ گروه را برای دنبال کردن خوانندگی سولو ترک کرد. و اکنون با دلتا گودرم خواننده استرالیایی نامزد است. او به خاطر این رابطه در استرالیا به موفقیت زیادی دست یافته‌است.

## آلبوم شناسی
- Irish Son - ۲۰۰۴
- Set in Stone - ۲۰۰۸
- Wall Of Soundz - ۲۰۱۰